# Barroças e Taias
Barroças e Taias é uma freguesia portuguesa do município de Monção, com 2,46 km² de área e 279 habitantes (censo de 2021) A sua densidade populacional é 113,4 hab./km²
Quando o vigário Sebastião Sanches de Araújo respondeu ao Inquérito de 1758, as freguesias de São Miguel de Barroças e Santo André de Taias encontravam-se já unidas.

## Demografia
A população registada nos censos foi:
| Distribuição da População por Grupos Etários | Distribuição da População por Grupos Etários | Distribuição da População por Grupos Etários | Distribuição da População por Grupos Etários | Distribuição da População por Grupos Etários |
| -------------------------------------------- | -------------------------------------------- | -------------------------------------------- | -------------------------------------------- | -------------------------------------------- |
| Ano                                          | 0-14 Anos                                    | 15-24 Anos                                   | 25-64 Anos                                   | > 65 Anos                                    |
| 2001                                         | 53                                           | 43                                           | 177                                          | 83                                           |
| 2011                                         | 44                                           | 34                                           | 153                                          | 88                                           |
| 2021                                         | 13                                           | 32                                           | 138                                          | 96                                           |

## Património
- Igreja Paroquial de Barroças;
- Igreja Paroquial de Santo André das Taias.